# Acari (Río Grande del Norte)
Acari es un municipio brasileño del estado de Rio Grande do Norte localizado en la región del Seridó, en la Microrregión del Seridó Oriental, en la Mesorregión Central Potiguar y en el Polo Seridó. De acuerdo con el censo realizado por el IBGY (Instituto Brasilero de Geografía y Estadística) en el año 2000, su población era de 11.189 habitantes, siendo 8.841 residentes en el área urbana y 2.348 en la zona rural.Su extensión es de 610,3 km².
Es conocida como "la ciudad más limpia del Brasil". Su altitud es de 270 m s. n. m. y la distancia por carretera hasta la ciudad capital Natal es de 201 km.

## Historia

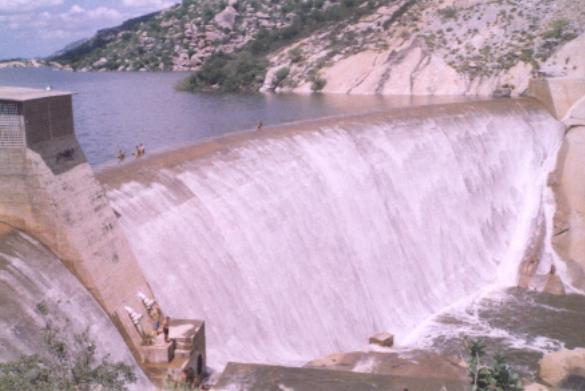
Presa Gargalheiras, trasbordando durante un rebalse en enero del 2004. Es uno de los puntos turísticos de la ciudad.

Inicialmente fue habitado por los indios Cariris. La población actual tuvo inicio en el siglo XVIII, con la expansión de las haciendas de ganado a lo largo de los ríos de la región. Entre sus primeros habitantes hay que destacar al Sargento Mayor Manuel Esteves de Andrade, viniendo de la sierra del Saco y Tomás de Araújo Pereira, portugués natural del Minho que se estableció en la hacienda Picos, alrededor del año 1750.

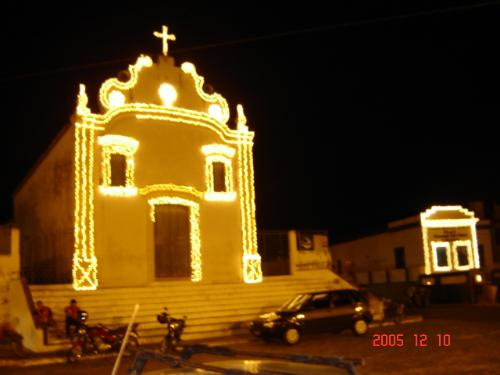
Iglesia de Nuestra Señora del Rosário.

En 1737, se fundó la capilla de Nuestra Señora de la Guía por petición del Obispo de Olinda y realizada por Manuel Esteves de Andrade. Dicha capilla se convirtió en la parroquia de Acari el 13 de marzo de 1835, posteriormente dedicada a Nuestra Señora del Rosário en el alto de la colina en 1863.
El municipio se creó a través de Resolución del Consejo del Gobierno el día 11 de abril de 1835, cuando se realizó la emancipación del municipio de Caicó.
De acuerdo con el IDEMA, hay dos tipos de suelo en el área del municipio: litólicos eutróficos y abundante en calcio. Su idoneidad para la actividad agrícola es regular y restringida para pastizaje natural. En las áreas abundantes en calcio, las tierras son aptas para cultivo especiales de ciclo largo (algodón arbóreo, sisal, cajú y coco). En la parte centro / norte las tierras son indicadas para la preservación de la fauna y flora o para recreación.
El punto más alto del municipio es  Sierra Bico de Arara de 654 metros.

## Economía

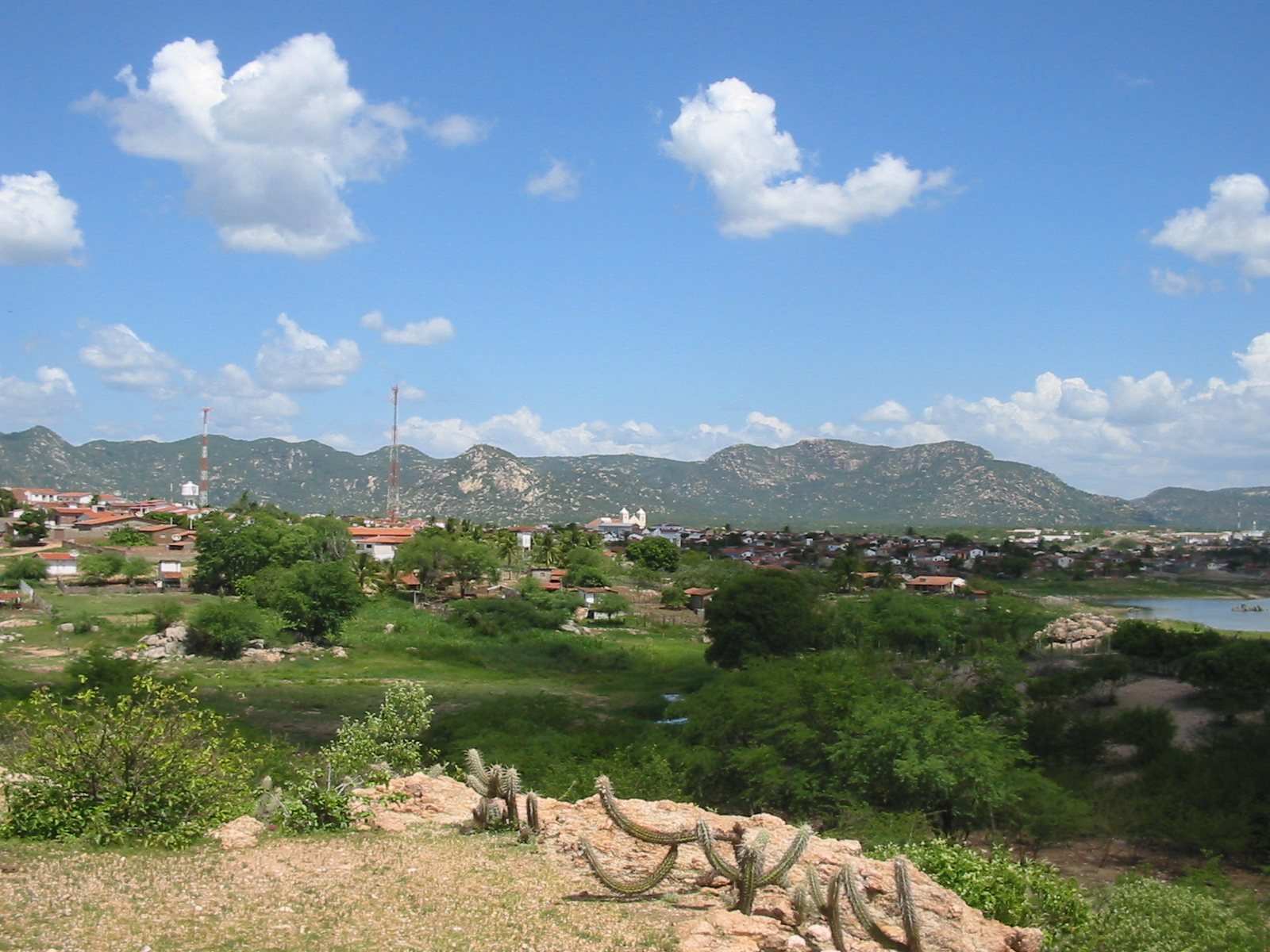
Imagem de Acari.

De acuerdo con datos del IPEA del año de 1996, el PIB era estimado en R$ 8,33 millones, siendo que 39,0% correspondía a las actividades basadas en la agricultura y en la ganadería, 15,0% a la industria y 46,0% al sector de servicios. El PIB  per cápita era de R$ 761,19.
En 2002, conforme a las estimaciones del IBGY, el PIB había evolusionado a R$ 29,207 millones y el PIB  per cápita a R$ 2.598,00.

### Producción agrícola
| Plantación        | Cantidad producida (ton.) | Valor de la producción (R$ mil) | Área plantada (ha.) | Área cosechada (ha.) | Rendimiento medio (kg/ha.) |
| ----------------- | ------------------------- | ------------------------------- | ------------------- | -------------------- | -------------------------- |
| Banana            | 110                       | 55                              | 10                  | 10                   | 11.000                     |
| Batata-doce       | 60                        | 15                              | 10                  | 10                   | 6.000                      |
| Coco-da-baía      | 82 (mil frutos)           | 33                              | 20                  | 20                   | 4.100 (frutos/ha.)         |
| Frijol (en grano) | 95                        | 105                             | 290                 | 290                  | 327                        |
| Guayaba           | 20                        | 12                              | 8                   | 8                    | 2.500                      |
| Mango             | 138                       | 35                              | 23                  | 23                   | 6.000                      |
| Maíz              | 105                       | 42                              | 210                 | 210                  | 500                        |
| Tomate            | 600                       | 180                             | 15                  | 15                   | 40.000                     |

### Ganadería
| Rebaño                            | Efectivo (cabezas) |
| --------------------------------- | ------------------ |
| Bovino                            | 9.652              |
| Porcinos                          | 723                |
| Equinos                           | 416                |
| Asnos (asnos)                     | 422                |
| Mulas (mulas)                     | 181                |
| Ovinos                            | 2.486              |
| Gallinas                          | 4.239              |
| Gallos, gallinas, pollos y pintos | 82.291             |
| Cabras                            | 1.885              |
| Vacas ordeñadas                   | 2.799              |

| Género            | Producción         |
| ----------------- | ------------------ |
| Leche de vaca     | 4.031 (mil litros) |
| Huevos de gallina | 47 (mil docenas)   |

## Datos estadísticos

### Educación
| Ensino      | Alumnos matriculados | Profesores |
| ----------- | -------------------- | ---------- |
| Fundamental | 2.015                | 92         |
| Medio       | 733                  | 23         |

Según los proyectos del Plano de Desarrollo de la Educación, vinculado al Ministerio de la Educación, ejecutado por el INEP, Instituto Nacional de Estudios y Pesquisas Educacionales Anísio Teixeira, en la Región Nordeste, Estado del Río Grande do Norte, las Escuelas Públicas Urbanas establecidas en el Municipio de Acari obtuvieron los siguientes IDEB (Índice de Desarrollo de la Educación Básica), en 2005:
| IDEB, escuela y ranking estatal | IDEB, escuela y ranking estatal               | IDEB, escuela y ranking estatal |
| ------------------------------- | --------------------------------------------- | ------------------------------- |
| Nota                            | Escuela                                       | Ranking                         |
| 4,9                             | Escuela municipal Terezinha de Lourdes Galvão | 2.º                             |
| 3,9                             | Escuela estatal Tomaz de Araújo               | 21.º                            |

- Analfabetos con más de quince años: 25,00 % (IBGY 2000)

### IDH
| IDH        | 1991  | 2000  |
| ---------- | ----- | ----- |
| Salario    | 0,525 | 0,590 |
| Longevidad | 0,643 | 0,728 |
| Educación  | 0,663 | 0,777 |
| Total      | 0,611 | 0,698 |

### Saneamiento urbano
| Serviço                      | Domicilios (%) |
| ---------------------------- | -------------- |
| Água                         | 98,8%          |
| Residuos cloacales sanitario | 74,5%          |
| Recolección de lixo          | 98,1%          |

### Salud
- 50 camas hospitalarias, todos disponibles al SUS (2003, IBGY).
- Mortalidad infantil: 45,5 p/mil (Ministerio de la Salud/1998).
- Esperanza de vida al nacer: 68,7 años (IBGY 2000).

## Acarienses famosos
- Don Eugênio Salles, Cardenal y Arzobispo Emérito de Río de Janeiro.
- Aparício Fernandes, poeta y trovador.
- Vicente Paulo de la Silva, "Vicentinho del PT", diputado federal por el PT en el estado de SP.
- Paulo Bezerra (Dr. Paulo Balá), escritor corresponsal, miembro de La Academia Norteriograndense de Letras - ANL.
- Jesús de Pequeño, poeta, escritor narrador y cronista.
- Milton Dantas (Jabá) - Músico Bajista miembro de la Banda del Cantor Daniel.